# Чех, Мия
Мия Чех (англ. Miya Cech; род. 4 марта 2007, Токио) — американская актриса. Её дебют в кино состоялся в фильме «Тёмные отражения» (2018). Затем она снялась в фильмах «Рубеж мира» (2019), второе возрождение «Боишься ли ты темноты?» (2019), «Астронавты» (2020–2021) и «Волшебство и чёрная дыра» (2021).

## Ранние годы
Чех родилась 4 марта 2007 года в Токио. Её удочерили в возрасте пяти недель, и она выросла в Дэвисе, Северная Калифорния. Она третья из четырех детей, усыновленных из Японии и Казахстана.

## Карьера
Чех начала свою карьеру в качестве детской модели, работая с Gap, Ralph Lauren, Skechers и Gymboree. Она дебютировала в качестве актрисы в 2015 году в эпизоде полицейского телесериала «Гавайи 5.0» в роли молодой версии персонажа Грейс Пак. Затем последовали дополнительные гостевые роли в телесериалах «Американская история ужасов» и «Американская домохозяйка» в 2016 и 2017 годах соответственно. В 2018 году Чех дебютировала в кино в фильме «Тёмные отражения» в роли Зу, немой девушки, которая может управлять электричеством. Фильм получил в целом негативные отзывы, но её игра получила похвалу. Deadline Hollywood сказал: «Чех делает то, что [она] может, не имея ничего», в то время как IndieWire посчитал её выдающейся.
В следующем году Чех снялась в фильме Netflix «Рубеж мира» в роли Чжен-Чжен. Вышедший 24 мая 2019 года фильм был негативно встречен критиками, но игра Чех получила похвалу. Позже в том же месяце она изобразила 12-летнюю версию главной героини Саши Тран (Эли Вонг) в фильме Netflix «Ты — моё сомнение». По данным Variety, это самая известная роль Чех в кино. Позже в том же году она снялась в роли Акико Ямато во втором возрождении телесериала Nickelodeon «Боишься ли ты темноты?». Телесериал получил признание критиков, а Decider назвал Чеха «спящей звездой» шоу.
С 2020 по 2021 года Чех снималась в драматическом телесериале Nickelodeon «Астронавты». Common Sense Media похвалила детей-актёров, назвав их замечательными. Чех сыграла главную роль Сэмми в фильме «Волшебство и чёрная дыра», премьера которого состоялась на кинофестивале «Сандэнс» в 2021 году. Критики высоко оценили её игру. В декабре 2021 года было объявлено, что она будет играть главную роль вместе с Яей Госселин в телесериале Apple TV+ «Мистические приключения Сэм и Джейд». Она сыграла Джейд, которая стремится «найти научное объяснение существованию призраков».
19 сентября 2024 года было объявлено, что она сыграет Тоф в телесериале Netflix «Аватар: Легенда об Аанге».

## Фильмография
| Год       |   | Русское название                     | Оригинальное название                    | Роль                     |
| --------- | - | ------------------------------------ | ---------------------------------------- | ------------------------ |
| 2015      | с | Гавайи 5.0                           | Hawaii Five-0                            | юная Коно Калакауа       |
| 2016      | с | Американская история ужасов          | American Horror Story                    | Эми Чен                  |
| 2017—2019 | с | Американская домохозяйка             | American Housewife                       | Мэригольд                |
| 2018      | ф | Тёмные отражения                     | The Darkest Minds                        | Зу                       |
| 2019      | с | Стрела                               | Arrow                                    | юная Эмико Куин          |
| 2019      | ф | Рубеж мира                           | Rim of the World                         | Чжен-Чжен                |
| 2019      | ф | Ты — моё сомнение                    | Always Be My Maybe                       | 12-летняя Саша           |
| 2019      | с | Боишься ли ты темноты?               | Are You Afraid of the Dark?              | Акико Ямато              |
| 2020—2021 | с | Астронавты                           | Astronauts                               | Саманта «Сэми» Сойер-Вей |
| 2021      | ф | Волшебство и чёрная дыра             | Marvelous and the Black Hole             | Сэмми                    |
| 2022—2023 | с | Санта-Клаусы                         | The Santa Clauses                        | Док Мартин               |
| 2022—2023 | с | Мистические приключения Сэм и Джейд  | Surfside Girls                           | Джейд                    |
| 2023      | с | Молодой Скала                        | Young Rock                               | плохая Синди             |
| 2023      | с | Грызня                               | Beef                                     | юная Эми                 |
| 2023      | ф | И не подумай прийти на мою бат-мицву | You Are So Not Invited to My Bat Mitzvah | Ким Чан Коэн             |
| 2025      | с | Аватар: Легенда об Аанге             | Avatar: The Last Airbender               | Тоф                      |